# Осминин, Иван Яковлевич
Ива́н Я́ковлевич Осми́нин (ок. 1787 — 28 августа 1838 года) — русский кораблестроитель, корабельный мастер, построил более 35 судов различного класса и ранга, среди которых бриг «Меркурий» удостоенный высшей награды для кораблей — кормовым Георгиевским флагом и первый 120-пушечный линейный корабль Черноморского флота «Варшава»; начальник корабельных инженеров и председатель Учётного кораблестроительного комитета Черноморского флота, полковник Корпуса корабельных инженеров.

## Ранние годы
В 1799 году Иван Осминин поступил в Училище корабельной архитектуры в Санкт-Петербурге, где за успехи в учёбе 19 октября 1803 года был награждён золотыми часами. 17 августа 1805 года окончил училище (первый выпуск училища), произведён в драфцманы и чин 12 класса. Был отправлен в командировку в Англию для повышения квалификации.
В 1808 году, после завершения обучения в Англии, вернулся в Россию, где был назначен помощником корабельного мастера. В 1811 году стал преподавателем в Училище корабельной архитектуры. В 1813 году «по самонаиважнейшей казённой надобности» был командирован в Кёнигсберг. Во время осады Данцига занимался ремонтом судов флотилии, которая бомбардировала город. Был награждён Орденом Святого Владимира IV степени «за успешное исправление флота после сражений, бывших при осаде города Данцига».

## Служба в Севастопольском адмиралтействе

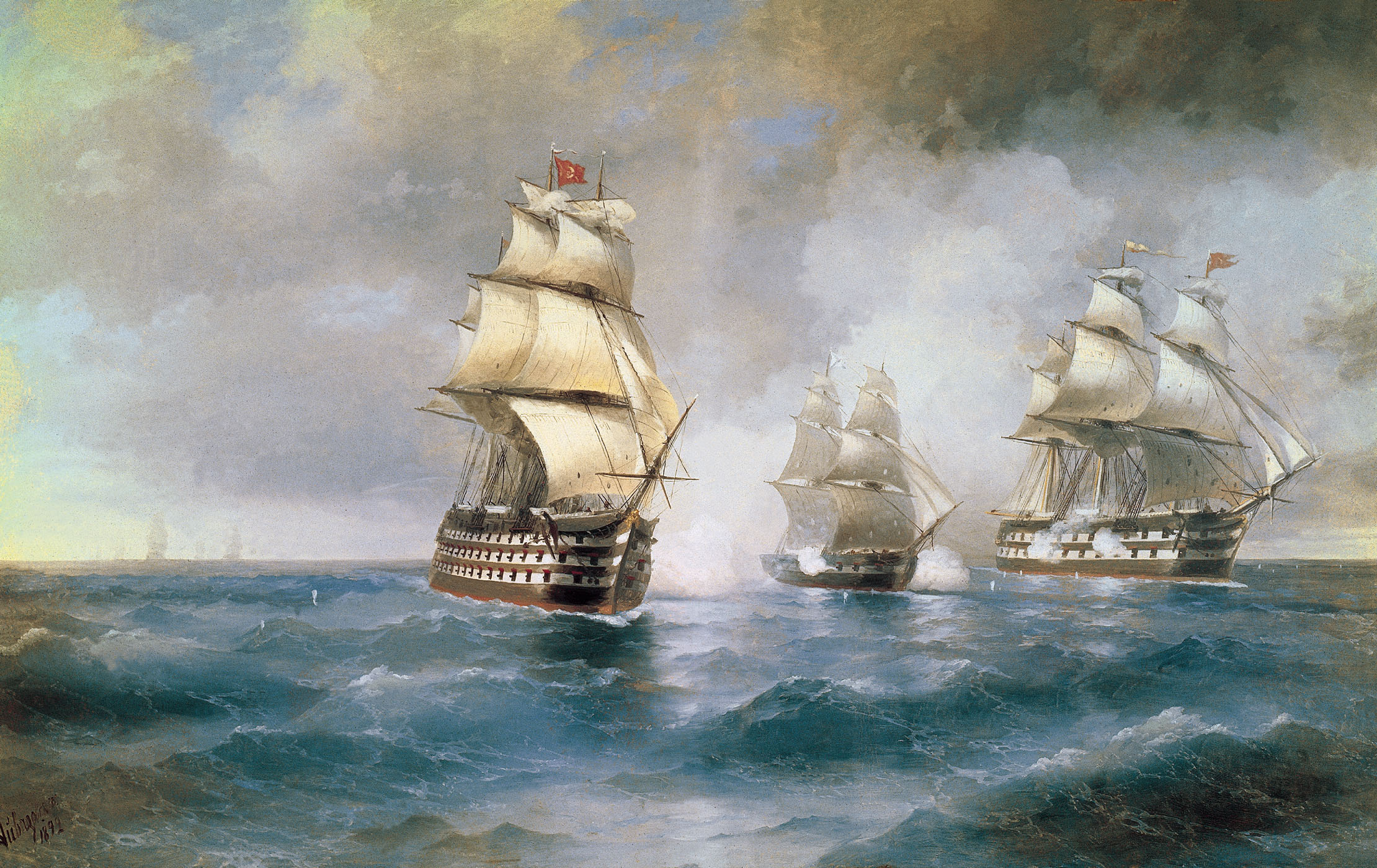
Иван Айвазовский. Бриг «Меркурий», атакованный двумя турецкими кораблями. 1892

2 марта 1817 года Иван Яковлевич Осминин был произведён в 9 класс и переведён из Санкт-Петербурга в Николаев, а затем — в Севастополь. 28 февраля 1819 года в Севастопольском адмиралтействе заложил из крымского дуба 20-пушечный бриг «Меркурий» и 7 мая 1820 года спустил его на воду. В мае 1829 года, во время Русско-турецкой войны (1828—1829 г.г.) бриг под командованием капитан-лейтенанта А. И. Казарского одержал победу в неравном бою с двумя турецкими линейными кораблями, чем увековечил своё имя и за что был награждён кормовым Георгиевским флагом.
В 1820 году Осминин был произведён в корабельные мастера. 18 ноября 1820 года заложил 6-пушечный транспорт «Лебедь», а 19 ноября — 12-пушечный катер «Сокол», завершил постройку судов и спустил их на воду в августе 1821 года. В сентябре 1821 года приступил к постройке 34-пушечного шлюпа «Диана». В 1822 году построил 8-пушечную яхту «Голубка», которая использовалась для описи берегов Чёрного и Азовского морей и люгер «Стела». В феврале 1822 года за отличие был произведён в 8 класс.
В феврале 1823 года заложил 10 пушечную требаку «Утка», в сентябре того же года спустил на воду шлюп «Диана» и сразу же начал строительство 6-пушечной бригантины «Елисавета» (спущена на воду 19 июля 1824 года). В 1825 году построил 6-пушечный катер «Жаворонок» и заложил 36-пушечный фрегат «Рафаил», в 1826 году спустил на воду 22-пушечный бриг «Пегас» и приступил к строительству 10-пушечной бригантины «Нарцисс».
23 февраля 1827 года, в связи с созданием согласно указу императора Николая I от 14 декабря 1826 года Корпуса корабельных инженеров, Осминин был переаттестован в подполковники данного корпуса. 15 декабря 1829 года завершил постройку и спустил на воду бригантину «Нарцисс». Все тринадцать кораблей построенные Осмининым за десять лет на верфях Севастопольского адмиралтейства вошли в состав Черноморского флота и принимали участие в Русско-турецкой войне в 1828—1829 годах.

## Служба в Николаевском адмиралтействе
Командующий Черноморским флотом адмирал А. С. Грейг высоко ценил кораблестроительную деятельность И. Я. Осминина. В 1830 году адмирал дал ему блестящую аттестацию и ходатайствовал о присвоение ему чина полковника с последующим переводом в город Николаев. 15 января 1830 года Осминин был произведён в полковники и переведён в Николаевское адмиралтейство.
В мае 1829 года И. Я. Осминин заложил в Спасском адмиралтействе Николаева 84-пушечный линейный корабль «Память Евстафия», который спустил на воду 24 августа 1830 года.
С 1829 года Осминин приступил к строительству пароходов в Николаевском адмиралтействе. 21 февраля заложил колёсный 14-пушечный пароход «Громоносец», водоизмещением 518 тонн. Пароход строился из дубового и частично соснового леса. На пароходе были установлены две паровые машины завода Берда общей мощностью 100 номинальные л. с.. Пароход был спущен на воду 26 октября 1830 года. За четыре месяца 1830 года построил ещё один деревянный колёсный пароход «Везувий», установив на него две паровые машины завода Берда общей мощностью 37 л. с. и один медный паровой котёл, снятые с одноимённого старого парохода.
В 1830—1832 годах строил в Николаеве два 24-пушечных корвета «Сизополь» и «Пендераклия», две 10-пушечные яхты «Резвая» и «Сатуново», 12-пушечные люгера «Геленджик» и «Поти», транспорты «Слон» и «Чапман», руководил постройкой двух 12-пушечных шхун «Курьер» и «Вестник», которые строил судостроитель Г. Иванов. 30 марта 1832 года заложил в Николаевском адмиралтействе первый на Чёрном море 120-пушечный линейный корабль «Варшава», спроектированный А. С. Грейгом. Параллельно со строительством «Варшавы» строил 7 иолов и флашхоут «Дуб». 6 ноября 1833 года спустил на воду линейный корабль «Варшава» и был награждён Орденом Святой Анны II степени. Всего за четыре года работы в Николаеве Осминин построил 23 судна, которые вошли в состав Черноморского флота.
В 1834 году Осминин был назначен исполняющим обязанности начальника корабельных инженеров Черноморского флота, являлся председателем Учётного кораблестроительного комитета Черноморского флота.
Умер 28 августа 1838 года.